# Tetramorium schneideri
Tetramorium schneideri (лат.) — вид муравьёв рода Tetramorium из подсемейства Myrmicinae (Formicidae).

## Распространение
Горы Средней и Центральной Азия. Афганистан, Иран, Казахстан, Кыргызстан, Таджикистан, Туркменистан, Узбекистан. Населяет равнинные и низкогорные участки с пустынными и полупустынными биотопами. Гнёзда в почве, иногда под камнями.

## Описание
Мелкие земляные муравьи; длина рабочих 3—4 мм (самки крупнее, 4—5 мм). Длина головы рабочих (HL) 0,66-0,90 мм, ширина головы (HW) 0,65-0,90 мм. Основная окраска тела красновато-коричневая, клипеус, жвалы, ноги и усики коричневато-жёлтые (самцы буровато-чёрные). Усики рабочих и самок 12-члениковые с 3-члениковой булавой. Боковые части клипеуса килевидно приподняты около места прикрепления усиков. Жвалы широкотреугольные с зубчатым жевательным краем. Стебелёк между грудкой и брюшком состоит из двух члеников: петиолюса и постпетиолюса (последний четко отделен от брюшка), жало развито, куколки голые (без кокона). Заднегрудка с 2 короткими и широкими проподеальными шипиками. 1-й тергит брюшка с продольной морщинистостью и пунктировкой (отличительный признак видовой группы Tetramorium striativentre species group), последние сегменты брюшка гладкие; голова и грудка морщинистые. Зоонекрофаги, собирают мелких членистоногих и их остатки, а также семена растений (карпофаги). Брачный лёт в мае.

## Таксономия
Включён в видовую группу Tetramorium striativentre species group. Вид был впервые описан в 1898 году итальянским мирмекологом Карло Эмери (Италия) по типовому материалу из Узбекистана (единственный голотип рабочего собрал профессор Oskar Schneider). Большую часть XX века рассматривался в качестве подвида Tetramorium striativentre schneideri. В видовом статусе восстановлен в 1985 году Г. Длусским и С. Забелиным.